# Julia Baird
Julia Baird (née Julia Dykins le 5 mars 1947 à Liverpool, en Angleterre) est la deuxième demi-sœur du musicien et chanteur britannique John Lennon, fondateur des Beatles. Du côté de sa mère, Julia Lennon, elle a deux demi-sœurs : une plus âgée, Ingrid Pedersen, et une plus jeune, Jacqueline 'Jacqui' Dykins. Elle a été professeur de français et d'anglais, puis éducatrice spécialisée et est actuellement directrice des Cavern City Tours à Liverpool. Elle a écrit deux ouvrages de souvenirs familiaux sur son demi-frère John.

### Ouvrages

#### En français
- Julia Baird et Geoffrey Giuliano (trad. Joëlle Girardin, préf. Paul McCartney), John Lennon, mon frère, Paris, Michel Lafon, 1989, 240 p. (ISBN 2-86804-629-0)

#### En anglais
- (en) Julia Baird et Geoffrey Giuliano (préf. Paul McCartney), John Lennon, My Brother, Henry Holt & Co (1988, 156 p.  (ISBN 978-0805007930)) Rééd. Grafton (1988, 200 p.  (ISBN 978-0246133151) et 1989, 208 p.  (ISBN 978-0586205662))
- (en) Julia Baird, Imagine This : Growing Up with My Brother John Lennon, Hodder & Stoughton, 2007, 336 p. (ISBN 978-0-340-83924-9)   Réédité sous le titre : The Private John Lennon: The Untold Story from His Sister, Ulysses Press, 2008, 336 p.  (ISBN 978-1569756461)